# Muro Occidentale
Il Muro Occidentale (in ebraico: הכותל המערבי, HaKotel HaMa'aravi), o semplicemente Kotel, è un muro di cinta risalente all'epoca del secondo Tempio di Gerusalemme. È anche indicato come Muro del Pianto o, nella religione islamica, come Ḥāʾiṭ al-Burāq (Muro di al-Burāq).
Il Tempio era ed è tuttora il luogo più sacro per l'ebraismo. Erode il Grande costruì imponenti mura di contenimento intorno al Monte Moriah, allargando la piccola spianata posta sulla sua cima. Su tale cima erano stati eretti il Primo e poi il Secondo Tempio. Il Monte Moriah è detto appunto Monte del Tempio. Nelle fessure del muro, gli ebrei infilano foglietti con sopra scritte delle preghiere.

## Storia
La storia del muro occidentale è legata alla costruzione di due templi:
- Il Tempio di Salomone o Primo Tempio è stato costruito, secondo la Bibbia, dal Re Salomone nel X secolo a.C.. Fu completamente distrutto da Nabucodonosor II nel 586 a.C.
- Il Secondo Tempio fu costruito al ritorno dall'esilio babilonese a partire dal 536 a.C. Fu terminato il 12 marzo del 515 a.C. Venne restaurato il 21 novembre del 164 a.C. da Giuda Maccabeo.

Il Tempio di Erode fu un ampliamento importante del Primo Tempio, compreso una risistemazione del Monte del Tempio. Fu iniziato da Erode il Grande verso il 19 a.C. e terminato in tutte le sue parti solo nel 64. Come raccontato dal Talmud nel trattato di Ghittin, il Secondo Tempio fu distrutto da Tito nel 70. Oggi ne resta solamente il muro occidentale di contenimento, detto comunemente Muro del Pianto.
Quando le legioni di Tito distrussero il Tempio, il muro di cinta occidentale del cortile esterno rimase in piedi, parzialmente visibile e protetto dalle macerie per la maggior parte della propria estensione verticale. Tito lo lasciò come triste ricordo per gli ebrei da parte di Roma che aveva sconfitto la Giudea. Gli ebrei, comunque, attribuirono la cosa ad una promessa fatta da Dio, che avrebbe lasciato in piedi alcune parti del sacro tempio, come segno del suo immutato legame con il popolo ebraico, nonostante la catastrofe che lo aveva colpito.
Gli ebrei pregano presso il Muro del Pianto da duemila anni, ritenendo che quel punto sia il più sacro disponibile sulla faccia della Terra (essendo molto vicino al sito del luogo Santo dei Santi) e che Dio sia lì vicino a sentire le loro preghiere (da alcuni anni un tunnel conduce dal muro occidentale alla parte nord, quindi vicinissimo al punto dove era situato il luogo del Santo dei Santi). Anche la tradizione di infilare piccoli fogli di carta recanti preghiere nelle fessure del muro è antica di centinaia di anni. Nelle preghiere ripetute per tre volte ogni giorno sono incluse le ferventi richieste a Dio per il ritorno di tutti gli ebrei esiliati nella terra di Israele e la ricostruzione del Tempio (il terzo) per arrivare all'era messianica con l'arrivo del messia (in ebraico Mashiach) degli ebrei.
Il sito ha una certa rilevanza anche per i musulmani che ritengono Salomone (terzo re d'Israele) un loro profeta, (in arabo: سليمان, Sulayman), del quale più volte parla lo stesso Corano. Secondo la religione islamica Maometto avrebbe fatto nel 620 un viaggio spirituale notturno dalla Mecca a Gerusalemme (isrāʾ) cavalcando un quadrupede alato e col volto di donna: al-Burāq. Una volta arrivato, Maometto avrebbe legato il cavallo vicino ad un muro che alcuni musulmani riterrebbero essere proprio il muro occidentale. Il nome arabo del sito è muro di "al-Burāq".
L'accesso è sempre stato controverso, anche quando l'Impero ottomano governò sull'area per circa 400 anni (1515-1917), seguito dal Mandato britannico della Palestina (1917-1948). Nel 1929 vennero istigate sollevazioni arabe con pretesti vari, come la proposta di costruzione di una sinagoga o la conquista dell'area. Nel 1931 il governo britannico assegnò la proprietà ai musulmani, ponendo restrizioni alle preghiere ebraiche.
Molti rabbini vietano agli ebrei praticanti di accedere a parti del Monte del Tempio. La definizione di queste parti differisce a seconda dell'autorità rabbinica, ma tutti concordano sul divieto di accesso alla zona della Moschea di Omar. Quest'area, infatti, era quella del Tempio, che era un Luogo Santo. La roccia sotto la moschea, secondo alcuni midrashim, è la base da cui Dio creò l'universo. Secondo alcuni studi rabbinici, è la roccia cui Abramo legò Isacco in occasione del sacrificio. Questa è anche l'area in cui, si dice, dormì Giacobbe, sognando la scala che saliva al cielo (Genesi). Questo punto è identificato come il Sancta sanctorum.
Anticamente, solo certe persone erano ammesse al Tempio. Il complesso del Tempio era formato da varie sezioni, ciascuna con il proprio valore di santità. Nell'area più santa, appunto il Sancta Sanctorum (Kodesh Hakodashim), che costituiva la parte centrale del Tempio, aveva accesso durante lo Yom Kippur solo il Sommo Sacerdote (Cohen Gadol). Altre aree erano accessibili solo alla casta sacerdotale, i Cohanim. Altre ancora, più distanti dal Sancta Sanctorum, erano accessibili ai Leviti (anche i Cohanim erano parte della Tribù di Levi). Oltre queste, l'accesso era libero a tutti gli ebrei.

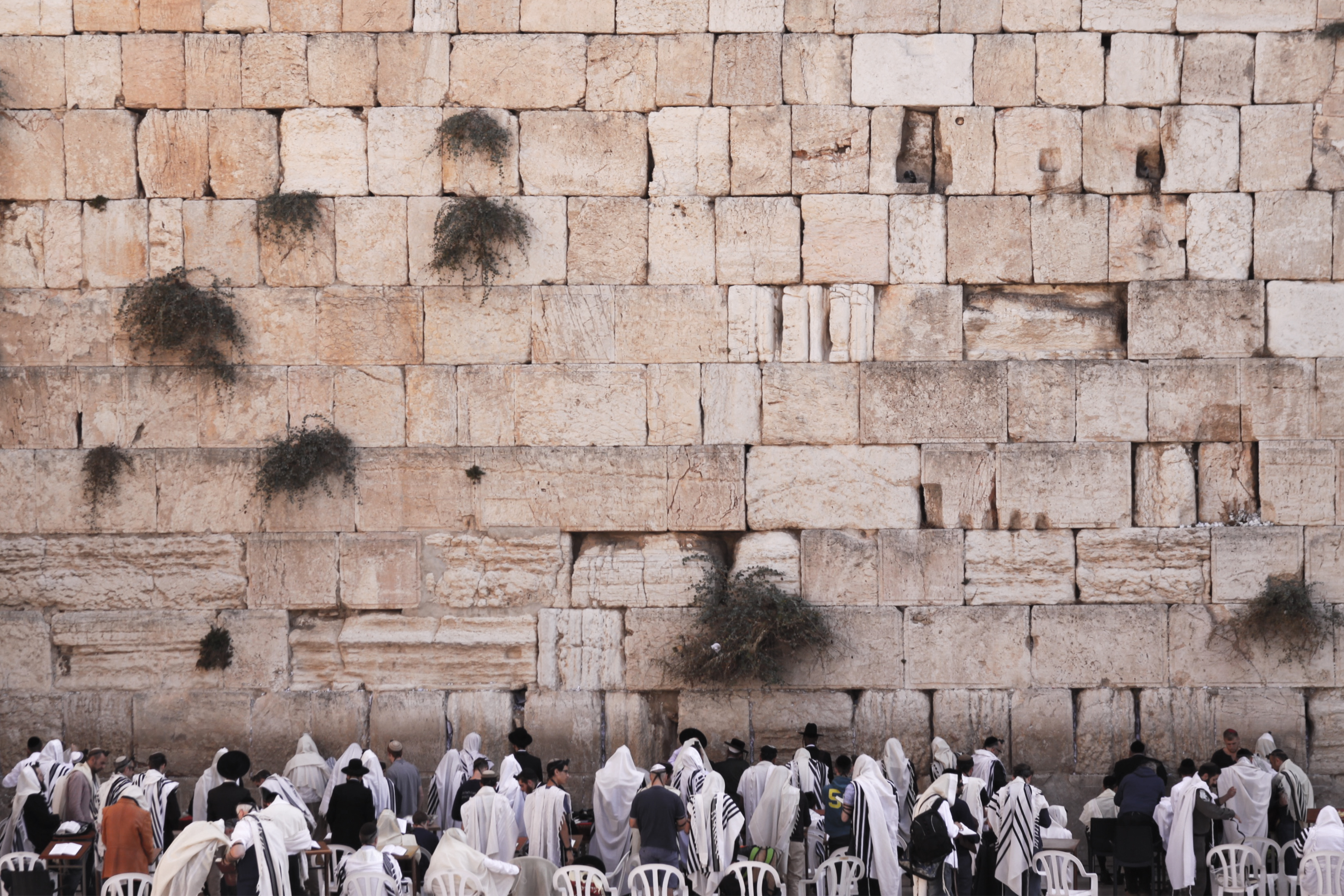
Il Muro Occidentale nel 2016

Dal 1517 l'Impero ottomano, sotto il sultano ottomano Selim I, prese la terra che anticamente apparteneva all'antico Israele e Giudea dai Mamelucchi egiziani (1250-1517). La Turchia ebbe un atteggiamento benevolo nei confronti degli ebrei, accogliendo migliaia di profughi ebrei che erano stati recentemente espulsi dalla Spagna da Ferdinando II di Aragona e Isabella di Castiglia nel 1492. Il sultano Turco, Solimano il Magnifico, era così interessato e colpito da Gerusalemme e dalle sue sventure che ordinò che un magnifico muro-fortezza venisse costruito intorno all'intera città (che non era molto estesa a quei tempi.) Questo muro è ancora presente e può essere visitato da tutti.
Durante quel periodo la parte occidentale del muro fu sempre un luogo venerato dagli ebrei; molti di loro attraversarono letteralmente il mondo per trascorrere gli ultimi anni della loro vita vicino al muro di Gerusalemme, per poter pregare di fronte al muro occidentale. Le persone non ebree osservano gli ebrei piangere vicino al muro (piangendo la distruzione del Tempio di Gerusalemme) dando al luogo il nome di Muro del pianto. C'è anche un'altra ipotesi sull'origine del nome, è legata al modo di pregare degli ebrei. Gli ebrei si recano al muro per pregare e non piangono, la loro preghiera presuppone continui movimenti della parte superiore del corpo. Ad un osservatore posto ad una certa distanza dal muro può sembrare che la persona muovendosi in questo modo si stia lamentando, stia piangendo.

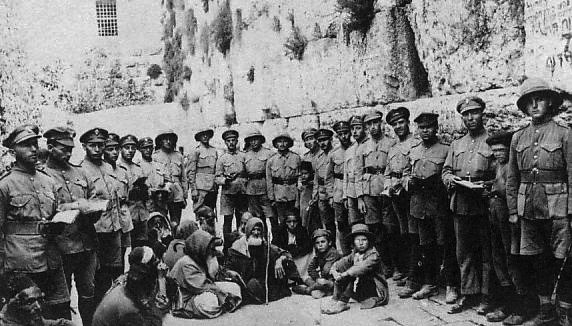
1917. I soldati della Legione Ebraica al Muro Occidentale dopo la conquista britannica di Gerusalemme

Quando il Regno Unito assunse il controllo dell'area nel 1917 con il generale Edmund Allenby, gli Ebrei erano ancora autorizzati a recarsi al Muro per pregare. Nel corso della guerra arabo-israeliana del 1948 l'area attorno al Muro fu conquistata dalla Legione araba dell'esercito Giordano. Agli ebrei venne negato l'accesso al Muro, in violazione degli accordi armistiziali, e furono costruiti edifici a pochi metri dal Muro. Nel corso della guerra dei sei giorni, Israele, dopo 2000 anni, riportò il Muro in possesso Israeliano.
Gli Israeliani demolirono il medievale Quartiere Marocchino e costruirono una grande piazza nello spazio di fronte al muro, utilizzato da migliaia di ebrei durante le ricorrenze ebraiche; il Muro è l'attrazione preferita dai turisti che viaggiano per il mondo e molti capi di Stato stranieri, in visita in Israele, visitano il Muro come forma di rispetto per il significato che esso ha per Israele e per tutto il mondo ebraico. il Muro Occidentale continua ad esercitare un grande potere sugli ebrei di tutto il mondo. Da decenni, milioni di persone, in veste di turisti o pellegrini, si recano al muro per poterlo toccare con le loro mani.

## Danni recenti
Il 16 febbraio 2004, un pezzo di una delle pietre di sostegno del Muro che formano un lato della piazza del Muro Occidentale e supportano la rampa che unisce la piazza allo Sha'ar HaMughrabim (in arabo Bab al-Maghariba, "Porta occidentale") e al Monte del Tempio si è frantumato.
Il 30 marzo, 2005 la parola "Allah" ("Dio" in arabo) fu intagliata nel muro orientale di contenimento del Monte del Tempio. Il vandalismo copriva un mezzo metro del muro vecchio di 2000 anni, attualmente in riparazione da parte di tecnici giordani.

## Testimonianze storiografiche
Ora non appena i soldati [romani] non trovarono più gente da uccidere o da depredare, poiché non era rimasto nessuno per essere oggetto della loro furia, (non avendo risparmiato nessuno, non rimaneva loro nient'altra opera da compiere), Tito Cesare diede loro ordine di demolire l'intera città ed il Tempio, ma di lasciare in piedi le torri di maggiore importanza, ossia quelle del Faselo, di Ippico e di Mariamne, e così per la maggior parte delle mura che cingevano la città sul lato occidentale. Queste mura furono risparmiate, per consentire di insediare una guarnigione [nella città Alta], e le tre torri vennero risparmiate per dimostrare alla posterità che grande città fosse, e come potentemente fortificata, quella [Gerusalemme] che si era dovuta piegare al valore romano; ma tutta la restante parte delle mura fu così scrupolosamente distrutta sino al suolo, da quelli che lo demolivano fino alle fondazioni, che nulla rimase a far immaginare a quelli che vennero dopo che [Gerusalemme] fosse mai stata abitata. Questa fu la fine che fece Gerusalemme per la follia di quelli che erano per le innovazioni; una città altrimenti di grande magnificenza, e famosa presso tutta l'umanità.
E in verità lo stesso vedere era una grande malinconia; al posto di quei luoghi una volta adorni di alberi e splendidi giardini, c'erano adesso luoghi desolati, e gli alberi giacevano tagliati al suolo. Nessuno straniero che avesse visto in passato la Giudea ed i più bei sobborghi della città, e che ora vedesse quel deserto, avrebbe potuto fare a meno di deplorare ed addolorarsi amaramente per un così grande cambiamento. Poiché la guerra aveva distrutto ogni segno di bellezza. E nessuno che avesse conosciuto il luogo prima di allora, arrivandoci adesso all'improvviso, l'avrebbe riconosciuto. Ma anzi, pur trovandosi già in città, avrebbe chiesto dove essa fosse.
- ...i Romani appiccarono il fuoco alle parti esterne della città, e le bruciarono, e demolirono interamente le mura di Gerusalemme.
- Quando Tito completò la demolizione della città e distrusse le mura, lasciò [tre] torri come monumento alla propria buona sorte, che aveva dimostrato [la capacità distruttiva dei] suoi ausiliari, e gli aveva permesso di prendere ciò che altrimenti non avrebbe potuto prendere.

Giuseppe Flavio
- E dov'è adesso quella gran città, la capitale della nazione Ebraica, che era forte di così tante mura tutto intorno a sé; che aveva così tante fortezze e grandi torri a difenderla, che queste potevano a stento contenere gli strumenti preparati per la guerra; e che aveva così tante migliaia di uomini a combattere per lei? Dov'è questa città dove si credeva abitasse Dio stesso? Giace ora demolita dalle sue stesse fondamenta, e non le è rimasto in piedi nessun altro monumento, tranne il campo di quelli che la distrussero, che ancora si innalzi sulle sue rovine; alcuni vecchi sventurati spargono ceneri sul Tempio, e qualche donna è rimasta in vita per il nemico, per nostra amara vergogna... Posso solo desiderare la morte di noi tutti, prima di vedere quella città santa distrutta per mano dei nostri nemici, o le fondamenta del nostro Santo Tempio scavate in modo sacrilego.

Eleazar a Masada, come narrato da Giuseppe Flavio.